# Religija u Monaku
Religija u Monaku zastupljena je s nekoliko vjerskih zajednica.

## Povijest
U starom vijeku ovdje su se štovali plemenski kultovi. U starorimskoj državi štovala su se rimska božanstva. U toj su religiji bili utjecaj starogrčke i etruščanske religije. Pojava kršćanstva brzo je došla do Azurne obale. Monako je tradicijski kršćanska zemlja zapadne Crkve, t.j. rimokatoličanstva. Od starog je vijeka naklonjena zapadnoj Crkvi. Velika šizma nije pogodila odanost Rimu. Zapadni raskol i obližnji avignonski papa ostavili su ovo područje odano avignonskom papi. Pojava protestantizma nije se bitno osjetila.

## Vjerska struktura
Procjene koje navodi CIA govore o sljedećem vjerskom sastavu:
- rimokatolici 90% (službena)
- ostali 10%

## Galerija
- Širenje kršćanstva u Europi i na Sredozemlju.
- Europa u doba velike podjele 1054. godine.
- Religija u Europi, na Sredozemlju i na Bliskom Istoku 1100.
- Zapadni raskol. Pristaše avignonskog (crveno) i rimskog (plavo) pape. 1409. slika se mijenja pojavom pisanskog pape. Zemljovid još nije potpun i točan.
- Religije u Europi 1560.